# Liste der Mitglieder des Landtags von Sachsen-Weimar-Eisenach (1871–1877)
Diese Liste nennt die Mitglieder des 19. ordentlichen Landtags von Sachsen-Weimar-Eisenach im Jahr 1871. Da die Wahlen auf eine Wahlperiode von 6 Jahren erfolgen, waren dies grundsätzlich auch die Abgeordneten des 20. ordentlichen Landtags, der 1874 stattfand.
| Kurie                         | Wahlbezirk     | Abgeordneter                 | Beschreibung                                                                                           |
| ----------------------------- | -------------- | ---------------------------- | --- |
| Ritterschaft                  | 0              | Heinrich von Helldorff       | Großherzoglicher Kammerherr, zu Schwerstedt                                                            |
| Meistbesteuerte Grundbesitzer |                | Freiherr von Rotenhan        | Großherzoglicher Kammerherr, Rittergutsbesitzer, zu Neuenhof                                           |
| Meistbesteuerte Grundbesitzer |                | Hermann von Henne            | Hauptmann a. D., zu Weimar                                                                             |
| Meistbesteuerte Grundbesitzer |                | Carl August Collenbusch      | Gutsbesitzer, zu Schloßvippach, legte vor 1874 sein Mandat nieder                                      |
| Meistbesteuerte Grundbesitzer |                | Anton Ackermann              | Rittergutsbesitzer in Guthmannshausen, Ersatz für Collenbusch                                          |
| Meistbesteuerte Grundbesitzer |                | Richard Heidenreich          | Rittergutsbesitzer, zu Ehringsdorf                                                                     |
| Meistbesteuerte Grundbesitzer |                | Wilhelm Genast               | Großherzoglicher Staatsanwalt, zu Weimar, legte vor 1874 sein Mandat nieder                            |
| Meistbesteuerte Grundbesitzer |                | Hermann Böhlau               | Verlagsbuchhändler, Ersatz für Genast                                                                  |
| Meistbesteuerte Grundbesitzer |                | Carl Rappauf (auch Karl)     | Fabrikant in Apolda, legte vor 1874 sein Mandat nieder                                                 |
| Meistbesteuerte Grundbesitzer |                | Emil Krüger                  | Großherzoglicher Justizamtmann, Ersatz für Rappauf                                                     |
| Meistbesteuerte Grundbesitzer |                | Hugo Fries                   | Rechtsanwalt in Weimar                                                                                 |
| Meistbesteuerte Grundbesitzer |                | Stapff                       | Rechtsanwalt in Bieselbach, legte vor 1874 sein Mandat nieder                                          |
| Meistbesteuerte Grundbesitzer |                | Hermann Bilz                 | Justizamtmann in Eisenach, Ersatz für Stapff                                                           |
| Meistbesteuerte Grundbesitzer |                | Julius Appelius              | Großherzoglicher Kreisgerichtsdirektor in Weida                                                        |
|                               | 1. Wahlbezirk  | Richard Brehme               | Großherzoglicher Medizinalrat in Weimar                                                                |
|                               | 2. Wahlbezirk  | Eduard Lahnor                | Bürgermeister in Kleinobringen                                                                         |
|                               | 3. Wahlbezirk  | Karl Friedrich August Reuthe | Bürgermeister in Schloßvippach                                                                         |
|                               | 4. Wahlbezirk  | Bernhard Feldrappe           | Bürgermeister in Bieselbach, legte vor 1874 sein Mandat nieder                                         |
|                               | 4. Wahlbezirk  | Carl Georgi                  | Bürgermeister in Ollendorf, Ersatz für Feldrappe                                                       |
|                               | 5. Wahlbezirk  | Dr. Julius Schomburg         | Großherzoglicher Bezirksdirektor, Geheimer Regierungsrat, in Weimar, legte vor 1874 sein Mandat nieder |
|                               | 5. Wahlbezirk  | Carl Säuberlich              | Großherzoglicher Rechnungsamtmann in Blankenhain, Ersatz für Schomburg                                 |
|                               | 6. Wahlbezirk  | Bruno Hildebrand             | Professor, in Jena, legte vor 1874 sein Mandat nieder                                                  |
|                               | 6. Wahlbezirk  | Wilhelm Endemann             | Ober-Appellationsgerichtsrat, Professor, in Jena, Ersatz für Hildebrandt                               |
|                               | 7. Wahlbezirk  | Karl Friedrich Ernst Scheide | Bürgermeister in Stobra                                                                                |
|                               | 8. Wahlbezirk  | Bernhard Rönsch              | Fabrikant in Apolda, legte vor 1874 sein Mandat nieder                                                 |
|                               | 8. Wahlbezirk  | Carl Moritz Teubner          | Buchdruckereibesitzer zu Apolda, Ersatz für Rönsch                                                     |
|                               | 9. Wahlbezirk  | Carl Hildemann               | Bürgermeister in Rastenberg, legte vor 1874 sein Mandat nieder                                         |
|                               | 9. Wahlbezirk  | Ernst Hotzel                 | Bürgermeister in Buttstädt, Ersatz für Hildemann                                                       |
|                               | 10. Wahlbezirk | Christian Hotzel             | Großherzoglicher Amtsastuar in Allstedt                                                                |
|                               | 11. Wahlbezirk | Ferdinand Hermann Hering     | Rechtsanwalt in Eisenach, legte vor 1874 sein Mandat nieder                                            |
|                               | 11. Wahlbezirk | Schmidt                      | Realschullehrer, Ersatz für Hering                                                                     |
|                               | 12. Wahlbezirk | Ortlepp                      | Mühlenbesitzer in Tannroda, legte vor 1874 sein Mandat nieder                                          |
|                               | 12. Wahlbezirk | Jungheinrich                 | Gutsbesitzer zu Hetzeberg, Ersatz für Ortlepp                                                          |
|                               | 13. Wahlbezirk | Freiherr August von Harstall | Rittergutsbesitzer in Mihla, legte vor 1874 sein Mandat nieder                                         |
|                               | 13. Wahlbezirk | Birnau                       | Pfarrer in Dankmarshausen, Ersatz für Harstall                                                         |
|                               | 14. Wahlbezirk | Simon Koch                   | Kämmerer in Berta a. W., später Bürgermeister                                                          |
|                               | 15. Wahlbezirk | Friedrich Christian Kaiser   | Kaufmann in Bacha, legte vor 1874 sein Mandat nieder                                                   |
|                               | 15. Wahlbezirk | Christian Friderici          | Amtsassessor in Bacha, Ersatz für Kaiser                                                               |
|                               | 16. Wahlbezirk | Julius Michel                | Großherzoglicher Justizamtmann in Weida, legte vor 1874 sein Mandat nieder                             |
|                               | 16. Wahlbezirk | Hermann Breitung             | Pfarrer in Kranlucken, Ersatz für Michel                                                               |
|                               | 17. Wahlbezirk | Ferdinand Creuznacher        | Rechtsanwalt in Eisenach, legte vor 1874 sein Mandat nieder                                            |
|                               | 17. Wahlbezirk | Gottfried Dolch              | Rektor in Kaltennordheim, Ersatz für Creuznacher                                                       |
|                               | 18. Wahlbezirk | Gustav Franke                | Bürgermeister in Apolda, legte vor 1874 sein Mandat nieder                                             |
|                               | 18. Wahlbezirk | Freiherr von Thüna           | Großherzoglicher Bezirkskommissar in Neustadt an der Orla, Ersatz für Franke                           |
|                               | 19. Wahlbezirk | Hugo Müller                  | Herzoglich-Sachsen-Altenburgischer Geheimrat in Dresden, vor 1874 in den 21. Wahlbezirk gewechselt     |
|                               | 20. Wahlbezirk | Hermann Barthel              | Rechtsanwalt in Münchenbernsdorf, vor 1874 in den 19. Wahlbezirk gewechselt                            |
|                               | 20. Wahlbezirk | Christian Böttcher           | Gutsbesitzer auf Köseln, Ersatz für Barthel                                                            |
|                               | 21. Wahlbezirk | Franz Junge                  | Großherzoglicher Bezirksdirektor in Neustadt an der Orla, legte vor 1874 sein Mandat nieder            |